# Lycée Hôtelier Savoie Léman
Het Lycée Hôtelier Savoie Léman is een Franse hotelschool. Ze werd in 1912 opgericht door het gemeentebestuur van Thonon-les-Bains aan het meer van Genève (Lac Léman) in het departement Haute-Savoie. Daarmee was het de derde hotelschool van Frankrijk. Sinds 1935 is de school gevestigd in het Hôtel Savoie Léman. Sinds 1976 zijn de regioraad van Rhône-Alpes (sinds 2016 Auvergne-Rhône-Alpes) en het ministerie van Onderwijs eigenaar. De instelling telt twee leerrestaurants, een brasserie en een gastronomisch restaurant. Aan de school is een internaat verbonden. Het driesterrenhotel telt 32 kamers. 

## Alumni
- Amaury Guichon, banketbakker